# Asian Le Mans Series 2023
Navigation
Édition précédente Édition suivante
La saison 2023 des Asian Le Mans Series est la onzième saison de ce championnat.
Pour les LMP2, s'il y a 10 concurrents ou moins, seulement une invitation sera distribuée au champion de la catégorie. Au dela de 10 concurrents, il y aura deux invitations de distribuées pour le champion et le vice champion de la catégorie.
Pour les GT, seulement une invitation sera distribuée au champion de la catégorie.
Pour les LMP3, seulement une invitation sera distribuée au champion de la catégorie.

## Calendrier
Le 25 mai 2022, l'Asian Le Mans Series a annoncé le calendrier du championnat 2023. Comme pour la saison précédente, à la suite des problèmes liés au transport, les manches du championnat se sont déroulées sur le Circuit Yas Marina et sur le Dubaï Autodrome à Abou Dabi.
| N° | Date            | Course | Circuit            | Lieu      | Pays                |
| -- | --------------- | ------ | ------------------ | --------- | ------------------- |
| 1  | 11 février 2023 |        | Dubaï Autodrome    | Dubaï     | Émirats arabes unis |
| 2  | 12 février 2023 |        | Dubaï Autodrome    | Dubaï     | Émirats arabes unis |
| 3  | 18 février 2023 |        | Circuit Yas Marina | Abou Dabi | Émirats arabes unis |
| 4  | 19 février 2023 |        | Circuit Yas Marina | Abou Dabi | Émirats arabes unis |

## Engagés

### LMP2

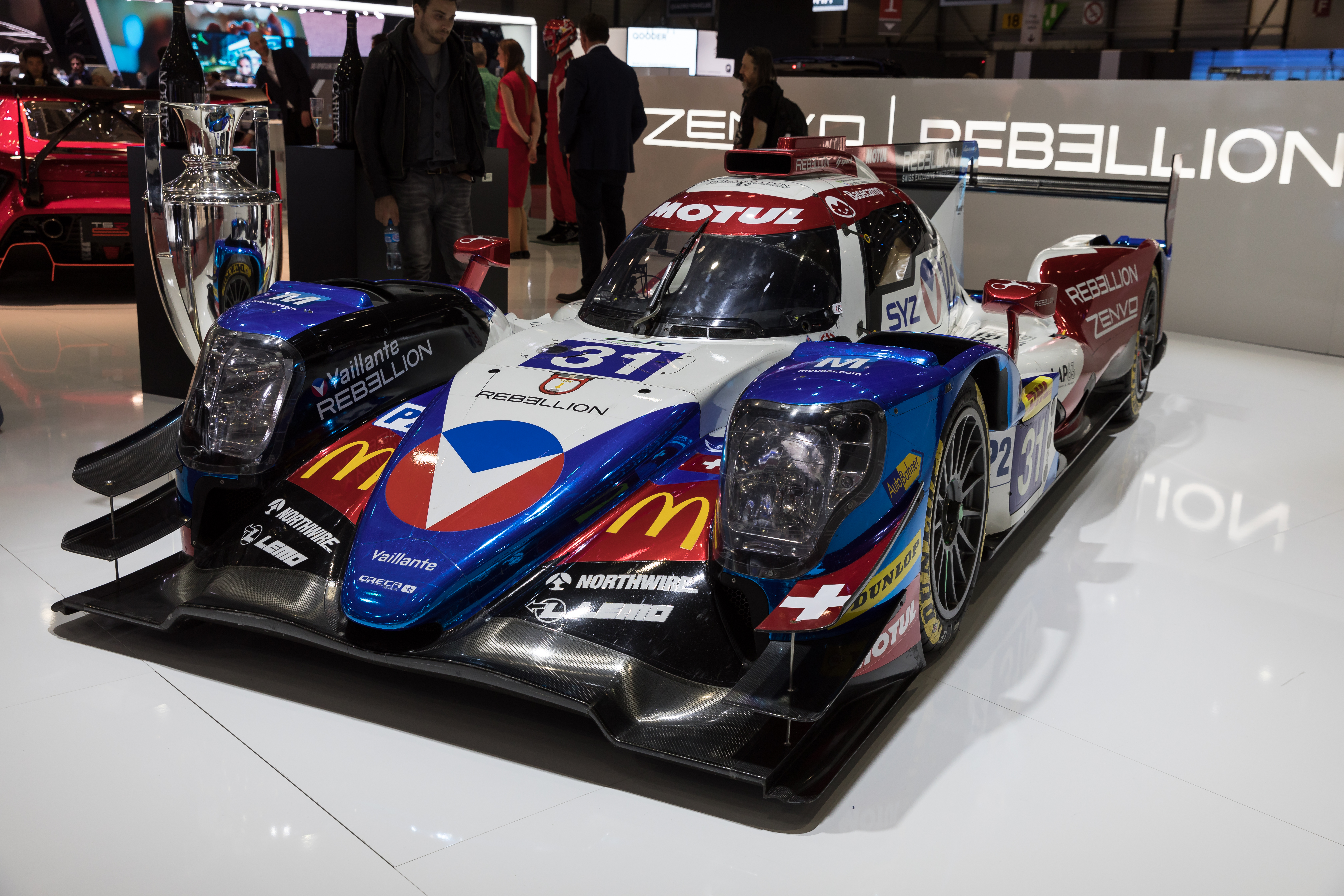
Oreca 07

La classe LMP2 est composée de voitures répondant à la réglementation LMP2 mise en place par l'ACO et la FIA pour le championnat du monde d'endurance FIA, c'est-à-dire un châssis Dallara, Ligier, Oreca ou Riley Technologies.
Toutes les voitures utilisent un moteur Gibson GK428 4,2 l V8 atmosphérique.
Les pneus Michelin sont utilisés par toutes les voitures.
Il n'y a pas de BOP (Balance de performance (en)) dans cette catégorie.
| No. | Pays            | Écurie                    | Voiture           | Classe | Pilotes                                                                                              | Pilotes                                                                                              | Pilotes                                                                                              |
| No. | Pays            | Écurie                    | Voiture           | Classe | Les chiffres entre parenthèses sont la ou les manches auxquelles le pilote ou l'écurie sont inscrits | Les chiffres entre parenthèses sont la ou les manches auxquelles le pilote ou l'écurie sont inscrits | Les chiffres entre parenthèses sont la ou les manches auxquelles le pilote ou l'écurie sont inscrits |
| --- | --------------- | ------------------------- | ----------------- | ------ | --- | --- | --- |
| 3   |                 | DKR Engineering           | Oreca 07 - Gibson | P2     | Charlie Eastwood (Toutes)                                                                            | Ayhancan Güven (Toutes)                                                                              | Salih Yoluç (Toutes)                                                                                 |
| 22  |                 | United Autosports         | Oreca 07 - Gibson | P2     | Paul di Resta (Toutes)                                                                               | Philip Hanson (Toutes)                                                                               | James McGuire (Toutes)                                                                               |
| 23  |                 | United Autosports         | Oreca 07 - Gibson | P2     | Oliver Jarvis (Toutes)                                                                               | Garnet Patterson (Toutes)                                                                            | Yasser Shahin (Toutes)                                                                               |
| 24  |                 | Nielsen Racing            | Oreca 07 - Gibson | P2     | Mathias Beche (Toutes)                                                                               | Ben Hanley (Toutes)                                                                                  | Rodrigo Sales (Toutes)                                                                               |
| 25  |                 | Algarve Pro Racing        | Oreca 07 - Gibson | P2     | James Allen (Toutes)                                                                                 | John Falb (Toutes)                                                                                   | Kyffin Simpson (Toutes)                                                                              |
| 37  |                 | Cool Racing               | Oreca 07 - Gibson | P2     | Alexandre Coigny (Toutes)                                                                            | Malthe Jakobsen (Toutes)                                                                             | Nicolas Lapierre (1-2)                                                                               |
| 43  |                 | Inter Europol Competition | Oreca 07 - Gibson | P2     | Christian Bogle (en) (Toutes)                                                                        | Charles Crews (Toutes)                                                                               | Nolan Siegel (en) (Toutes)                                                                           |
| 44  |                 | ARC Bratislava            | Oreca 07 - Gibson | P2     | Miro Konôpka (Toutes)                                                                                | Nico Pino (Toutes)                                                                                   | László Tóth (en) (Toutes)                                                                            |
| 98  |                 | 99 Racing                 | Oreca 07 - Gibson | P2     | Neel Jani (Toutes)                                                                                   | Nikita Mazepin (Toutes)                                                                              | Gonçalo Gomes (de)                                                                                   |
| 98  | Ahmad Al Harthy | 99 Racing                 | Oreca 07 - Gibson | P2     | | | |

### LMP3

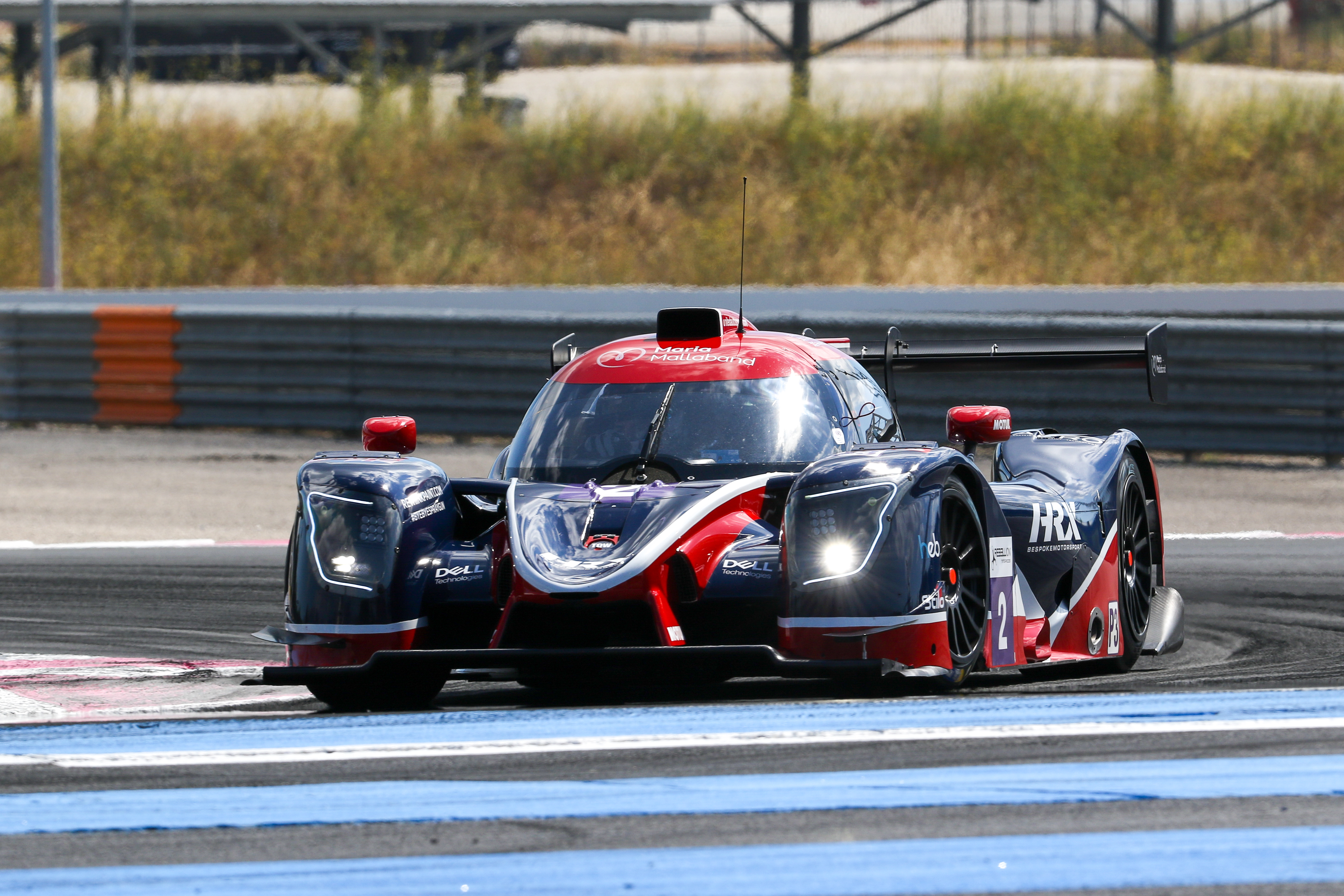
La Ligier JS P320 de l'écurie United Autosports

La classe LMP3 est composée de voitures répondant à la réglementation LMP3 mise en place en 2019 par l'ACO et la FIA, c'est-à-dire un châssis Duqueine Engineering, Ligier, Ginetta ou ADESS (en).
Toutes les voitures utilisent un moteur Nissan VK50VE 5,0 l V8 atmosphérique.
Le groupe motopropulseur (moteur, boite et électronique est fourni par Oreca.
Les pneus Michelin sont utilisés par toutes les voitures.
Il n'y a pas de balance de performance dans cette catégorie.
| No.  | Pays                          | Écurie                    | Voiture            | Classe | Pilotes                                                                                              | Pilotes                                                                                              | Pilotes                                                                                              |
| No.  | Pays                          | Écurie                    | Voiture            | Classe | Les chiffres entre parenthèses sont la ou les manches auxquelles le pilote ou l'écurie sont inscrits | Les chiffres entre parenthèses sont la ou les manches auxquelles le pilote ou l'écurie sont inscrits | Les chiffres entre parenthèses sont la ou les manches auxquelles le pilote ou l'écurie sont inscrits |
| LMP3 | LMP3                          | LMP3                      | LMP3               | LMP3   | LMP3                                                                                                 | LMP3                                                                                                 | LMP3                                                                                                 |
| ---- | ----------------------------- | ------------------------- | ------------------ | ------ | --- | --- | --- |
| 1    |                               | CD Sport                  | Ligier JS P320     | P3     | Nick Adcock (Toutes)                                                                                 | Michael Jensen (Toutes)                                                                              | Valdemar Eriksen (Toutes)                                                                            |
| 2    | Vladislav Lomko (Toutes)      | CD Sport                  | Ligier JS P320     | P3     | James Sweetnam (Toutes)                                                                              | Fabien Michal (1-2)                                                                                  | |
| 2    | Jacques Wolff (3-4)           | CD Sport                  | Ligier JS P320     | P3     | | | |
| 4    |                               | Nielsen Racing            | Ligier JS P320     | P3     | Matt Bell (Toutes)                                                                                   | Tony Wells (Toutes)                                                                                  | |
| 5    |                               | DKR Engineering           | Duqueine M30 - D08 | P3     | Valentino Catalano (Toutes)                                                                          | Tom van Rompuy (Toutes)                                                                              | |
| 8    |                               | Graff Racing              | Ligier JS P320     | P3     | François Hériau (Toutes)                                                                             | Xavier Lloveras (es) (Toutes)                                                                        | Fabrice Rossello (Toutes)                                                                            |
| 9    | Belén García (Toutes)         | Graff Racing              | Ligier JS P320     | P3     | Sébastien Page (Toutes)                                                                              | Éric Trouillet (de) (Toutes)                                                                         | |
| 11   |                               | WTM by Rinaldi Racing     | Duqueine M30 - D08 | P3     | Torsten Kratz (Toutes)                                                                               | Nicolás Varrone (es) (Toutes)                                                                        | Leo Weiss (Toutes)                                                                                   |
| 15   |                               | RLR Msport                | Ligier JS P320     | P3     | Amir Feyzulin (Toutes)                                                                               | Bijoy Garg (en) (Toutes)                                                                             | Andres Latorre (Toutes)                                                                              |
| 17   |                               | Cool Racing               | Ligier JS P320     | P3     | Adrien Chila (Toutes)                                                                                | Cédric Oltramare (Toutes)                                                                            | Marcos Siebert (Toutes)                                                                              |
| 18   |                               | 360 Racing                | Ligier JS P320     | P3     | Sebastián Álvarez (en) (Toutes)                                                                      | Frédéric Jousset (Toutes)                                                                            | Ross Kaiser (Toutes)                                                                                 |
| 29   |                               | MV2S Racing               | Ligier JS P320     | P3     | Jérôme de Sadeleer (en) (Toutes)                                                                     | Vyacheslav Gutak (Toutes)                                                                            | Fabien Lavergne (Toutes)                                                                             |
| 53   |                               | Inter Europol Competition | Ligier JS P320     | P3     | Kai Askey (Toutes)                                                                                   | Wyatt Brichacek (en) (Toutes)                                                                        | Miguel Cristóvão (Toutes)                                                                            |
| 55   |                               | Rinaldi Racing            | Duqueine M30 - D08 | P3     | Lorcan Hanafin (Toutes)                                                                              | Matthias Lüthen (en) (Toutes)                                                                        | Jonas Ried (Toutes)                                                                                  |
| 63   |                               | Inter Europol Competition | Ligier JS P320     | P3     | Adam Ali (Toutes)                                                                                    | James Dayson (Toutes)                                                                                | John Schauerman (Toutes)                                                                             |
| 73   | Alexander Bukhantsov (Toutes) | Inter Europol Competition | Ligier JS P320     | P3     | John Corbett (Toutes)                                                                                | James Winslow (Toutes)                                                                               | |

### GT
| No. | Pays                    | Écurie                       | Voiture                      | Classe | Pilotes                                                                                              | Pilotes                                                                                              | Pilotes                                                                                              |
| No. | Pays                    | Écurie                       | Voiture                      | Classe | Les chiffres entre parenthèses sont la ou les manches auxquelles le pilote ou l'écurie sont inscrits | Les chiffres entre parenthèses sont la ou les manches auxquelles le pilote ou l'écurie sont inscrits | Les chiffres entre parenthèses sont la ou les manches auxquelles le pilote ou l'écurie sont inscrits |
| GT  | GT                      | GT                           | GT                           | GT     | GT                                                                                                   | GT                                                                                                   | GT                                                                                                   |
| --- | ----------------------- | ---------------------------- | ---------------------------- | ------ | --- | --- | --- |
| 6   |                         | Haupt Racing Team            | Mercedes-AMG GT3             | GT3    | Frank Bird (Toutes)                                                                                  | Michael Blanchemain (Toutes)                                                                         | Arjun Maini (Toutes)                                                                                 |
| 7   |                         | Haupt Racing Team            | Mercedes-AMG GT3             | GT3    | Al Faisal Al Zubair (en) (Toutes)                                                                    | Martin Konrad (Toutes)                                                                               | Luca Stolz (en) (Toutes)                                                                             |
| 10  |                         | GetSpeed Performance         | Mercedes-AMG GT3             | GT3    | Raffaele Marciello (Toutes)                                                                          | Fabian Schiller (en) (Toutes)                                                                        | Florian Scholze (Toutes)                                                                             |
| 16  |                         | GetSpeed Performance         | Mercedes-AMG GT3             | GT3    | Zhou Bihouang (Toutes)                                                                               | Alexandre Imperatori (Toutes)                                                                        | Wang Zhongwei (Toutes)                                                                               |
| 19  |                         | Leipert Motorsport (de)      | Lamborghini Huracán GT3 EVO  | GT3    | Brendon Leitch (en) (Toutes)                                                                         | Marco Mapelli (en) (Toutes)                                                                          | Gabriel Rindone (Toutes)                                                                             |
| 20  |                         | Herberth Motorsport          | Porsche 911 GT3 R            | GT3    | Matteo Cairoli (Toutes)                                                                              | Nicolas Leutwiler (Toutes)                                                                           | Mikkel Pedersen (Toutes)                                                                             |
| 21  |                         | AF Corse                     | Ferrari 488 GT3              | GT3    | Stefano Costantini (it) (Toutes)                                                                     | Simon Mann (Toutes)                                                                                  | Miguel Molina (Toutes)                                                                               |
| 33  |                         | Herberth Motorsport          | Porsche 911 GT3 R            | GT3    | Antares Au (Toutes)                                                                                  | Klaus Bachler (Toutes)                                                                               | Alfred Renauer (de) (Toutes)                                                                         |
| 34  |                         | Walkenhorst Motorsport       | BMW M4 GT3                   | GT3    | Nicky Catsburg (Toutes)                                                                              | Thomas Merrill (de) (Toutes)                                                                         | Chandler Hull (Toutes)                                                                               |
| 54  |                         | Dinamic GT                   | Porsche 911 GT3 R            | GT3    | Ben Barker (1)                                                                                       | Phillipp Sager (1)                                                                                   | Christopher Zöchling (de) (1)                                                                        |
| 57  |                         | Car Guy                      | Ferrari 488 GT3              | GT3    | Mikkel Jensen (Toutes)                                                                               | Takeshi Kimura (Toutes)                                                                              | Frederik Schandorff (Toutes)                                                                         |
| 59  |                         | Garage 59                    | McLaren 720S GT3             | GT3    | Robert Bell (Toutes)                                                                                 | Nick Halstead (en) (Toutes)                                                                          | Louis Prette (en) (Toutes)                                                                           |
| 60  |                         | Formula Racing               | Ferrari 488 GT3              | GT3    | Conrad Laursen (1-3)                                                                                 | Johnny Laursen (1-3)                                                                                 | Nicklas Nielsen (1-3)                                                                                |
| 61  |                         | TF Sport                     | Aston Martin Vantage AMR GT3 | GT3    | Adrian D'Silva (1)                                                                                   | Ross Gunn (en) (1)                                                                                   | David Pun (1)                                                                                        |
| 65  |                         | Viper Niza Racing (en)       | Aston Martin Vantage AMR GT3 | GT3    | Dominic Ang (1-2)                                                                                    | Douglas Khoo (en) (1-2)                                                                              | |
| 66  |                         | Bullitt Racing               | Aston Martin Vantage AMR GT3 | GT3    | Martin Berry (Toutes)                                                                                | Valentin Hasse-Clot (Toutes)                                                                         | Jacob Riegel (Toutes)                                                                                |
| 67  |                         | Orange Racing powered by JMH | McLaren 720S GT3             | GT3    | Marcus Clutton (1-3)                                                                                 | Michael O'Brien (1-3)                                                                                | Simon Orange (1-3)                                                                                   |
| 72  |                         | HubAuto Racing               | Mercedes-AMG GT3             | GT3    | Jules Gounon (Toutes)                                                                                | Ollie Millroy (Toutes)                                                                               | Liam Talbot (de) (Toutes)                                                                            |
| 74  |                         | Kessel Racing                | Ferrari 488 GT3              | GT3    | Michał Broniszewski (1-3)                                                                            | Felipe Fraga (1-3)                                                                                   | David Fumanelli (en) (1)                                                                             |
| 74  | Ben Barker (2-3)        | Kessel Racing                | Ferrari 488 GT3              | GT3    | | | |
| 77  |                         | D'Station Racing             | Aston Martin Vantage AMR GT3 | GT3    | Charlie Fagg (Toutes)                                                                                | Tomonobu Fujii (Toutes)                                                                              | Satoshi Hoshino (Toutes)                                                                             |
| 88  |                         | Garage 59                    | McLaren 720S GT3             | GT3    | Benjamin Goethe (en) (Toutes)                                                                        | Alexander West (de) (Toutes)                                                                         | Tom Gamble (1-2)                                                                                     |
| 88  | Marvin Kirchhöfer (3-4) | Garage 59                    | McLaren 720S GT3             | GT3    | | | |
| 91  |                         | Pure Rxcing                  | Porsche 911 GT3 R            | GT3    | Harry King (en) (Toutes)                                                                             | Alex Malykhin (Toutes)                                                                               | Joel Sturm (Toutes)                                                                                  |
| 95  |                         | TF Sport                     | Aston Martin Vantage AMR GT3 | GT3    | Jonathan Adam (Toutes)                                                                               | Henrique Chaves (Toutes)                                                                             | John Hartshorne (Toutes)                                                                             |
| 99  |                         | Herberth Motorsport          | Porsche 911 GT3 R            | GT3    | Ralf Bohn (de) (Toutes)                                                                              | Axcil Jefferies (Toutes)                                                                             | Robert Renauer (de) (Toutes)                                                                         |

## Résultats
| Course | Circuit   | Écurie victorieuse LMP2                              | Écurie victorieuse LMP3                                  | Écurie victorieuse GT                                  | Résultats |
| Course | Circuit   | Pilotes victorieux LMP2                              | Pilotes victorieux LMP3                                  | Pilotes victorieux GT                                  | Résultats |
| ------ | --------- | ---------------------------------------------------- | -------------------------------------------------------- | ------------------------------------------------------ | --------- |
| 1      | Dubai     | n°25 Algarve Pro Racing                              | n°259 MV2S Racing                                        | n̝°34 Walkenhorst Motorsport                            | Résultats |
| 1      | Dubai     | James Allen John Falb Kyffin Simpson                 | Jérôme de Sadeleer (en) Vyacheslav Gutak Fabien Lavergne | Nicky Catsburg Thomas Merrill (de) Chandler Hull       | Résultats |
| 2      | Dubai     | n̝°43 Inter Europol Competition                       | n̝°5 DKR Engineering                                      | n̝°34 Walkenhorst Motorsport                            | Résultats |
| 2      | Dubai     | Christian Bogle (en) Charles Crews Nolan Siegel (en) | Valentino Catalano Tom van Rompuy                        | Nicky Catsburg Thomas Merrill (de) Chandler Hull       | Résultats |
| 3      | Abu Dhabi | n̝°37 Cool Racing                                     | n̝°4 Nielsen Racing                                       | n̝°7 Haupt Racing Team                                  | Résultats |
| 3      | Abu Dhabi | Alexandre Coigny Malthe Jakobsen                     | Matt Bell Tony Wells                                     | Al Faisal Al Zubair (en) Martin Konrad Luca Stolz (en) | Résultats |
| 4      | Abu Dhabi | n̝°3 DKR Engineering                                  | n̝°8 Graff Racing                                         | n̝°7 Haupt Racing Team                                  | Résultats |
| 4      | Abu Dhabi | Charlie Eastwood Ayhancan Güven Salih Yoluç          | François Hériau Xavier Lloveras (es) Fabrice Rossello    | Al Faisal Al Zubair (en) Martin Konrad Luca Stolz (en) | Résultats |